# リヴノ
リヴノ（クロアチア語: Livno、ボスニア語: Livno、セルビア語: Ливно）はボスニア・ヘルツェゴビナの都市および基礎自治体で、同国を構成する構成体のうちボスニア・ヘルツェゴビナ連邦第十県に属する。また、第十県の県都である。

## 地勢
ボスニア・ヘルツェゴビナ西部に位置し、クロアチアと国境を接する。周辺の自治体ではトミスラヴグラード、グラモチ、クプレスなどと接する。リヴノはカルスト地形に富むリヴァニスコ・ポリェ（Livanjsko polje）というポリェに位置し、ビストリツァ川（Bistrica）が町を流れている他、周辺部はディナル・アルプス山系の山地に囲まれている。 
ブシュコ湖を含むリヴァニスコ平原一帯には河畔林、季節性の沼地と池、小川、カルスト泉、シンクホールが多く、バルカン半島で最大規模の泥炭地もある。2008年にラムサール条約登録地となった。 

## 歴史
リヴノの平原周辺部には紀元前2000年頃や古代ローマ期から人が住んでいたとされ、ローマ支配以前はイリュリア人の部族が住んでいたとされる。7世紀頃になると、スラヴ人がこの地域にもやって来るようになり、イリュリア人はスラヴ人の文化の中に取り込まれ、言語や習慣は消えてしまった。続く3世紀の期間、カトリック信仰が受け入れられていった。リヴノ成立の記念日は892年9月28日とされ、これはクロアチア人君主ムティミル（Mutimir）が当時発行した文書による。10世紀、リヴノは中世クロアチア王国、フレビアナ（Hlebiana / ή Χλεβίανα）州の中心部であったことが言及されている。1326年から1463年までは、ボスニア王国の一部であった。ボスニア王国のある貴族がリヴノ、ドゥヴノ（Duvno）、クプレス（Kupres）を買いトロポリェ（Tropolje）と呼んでいた。14世紀初めにオスマン帝国に侵略されるとボスニアはその後、400年間その支配下にあった。19世紀終盤の1878年、リヴノはベルリン会議の方策により、オーストリア＝ハンガリー帝国の支配下に入る。
1918年にはスロベニア人・クロアチア人・セルビア人国の一部となり、1929年にユーゴスラビア王国となり9つの自治州（banovine）に分けられる。リヴノはスプリトを主都とするプリモルスカ州（Littoral Banovina）に含まれ政治的な地域分けではクロアチアに近かった。1939年に自治州の区域は見直され、クロアチア自治州（Banovina Hrvatska）にリヴノは含まれた。1941年から1945年まではナチスの傀儡政権であるクロアチア独立国の領域下にあり、ウスタシャ勢力はこの間リヴノ周辺の多くのセルビア人市民を虐殺している。パルチザン運動も盛んに行われ、ウスタシャへの報復として多くのクロアチア人市民も殺された。第二次世界大戦後は、ユーゴスラビア社会主義連邦共和国のボスニア・ヘルツェゴビナ社会主義共和国の後、連邦の崩壊や紛争を経て現在に至っている。

## 地区
- Bila
- Bilo Polje
- Bogdaše
- Bojmunte
- Čaić
- Čaprazlije
- Čelebić
- Čuklić
- Ćosanlije
- Dobro
- Donji Rujani
- Drinova Međa
- Držanlije
- Golinjevo
- Gornji Rujani

- Grborezi
- Grgurići
- Gubin
- Komorani
- Kovačić
- Lipa
- Lištani
- Livno
- Lopatice
- Lusnić
- Ljubunčić
- Mali Guber
- Mali Kablići
- Miši
- Odžak

- Orguz
- Podgradina
- Podgreda
- Podhum
- Potkraj
- Potočani
- Potok
- Priluka
- Prisap
- Prolog
- Provo
- Radanovci
- Rapovine
- Sajković
- Smričani

- Srđevići
- Strupnić
- Suhača
- Tribić
- Veliki Guber
- Veliki Kablići
- Vidoši
- Vrbica
- Vržerala
- Zabrišće
- Zagoričani
- Zastinje
- Žabljak i Žirović.

## 人口動態
| 民族             | 1971年   | 1971年   | 1991年   | 1991年   |
| ---------------- | -------- | -------- | -------- | -------- |
| クロアチア人     | 31,657人 | 75.16%   | 29,324人 | 72.22%   |
| ボシュニャク人   | 5,087人  | 12.07%   | 5,793人  | 14.26%   |
| セルビア人       | 4,791人  | 11.37%   | 3,913人  | 9.63%    |
| ユーゴスラビア人 | 434人    | 1.03%    | 1,125人  | 2.77%    |
| その他           | 149人    | 0.37%    | 445人    | 1.09%    |
| 合計             | 42,118人 | 42,118人 | 40,600人 | 40,600人 |